# Sakamoto Shoichiro
Shoichiro Sakamoto (sinh ngày 18 tháng 8 năm 1995) là một cầu thủ bóng đá người Nhật Bản.

## Sự nghiệp câu lạc bộ
Shoichiro Sakamoto đã từng chơi cho Zweigen Kanazawa và Tegevajaro Miyazaki.